# 千葉県千葉リハビリテーションセンター
千葉県千葉リハビリテーションセンター（ちばけんちばリハビリテーションセンター）は、千葉市緑区誉田町1丁目にある、リハビリテーションを目的とした医療機関である。千葉県が開設し指定管理者として社会福祉法人千葉県身体障害者福祉事業団が管理を行う。
日本医療機能評価機構認定病院。

## 沿革
「誰もが、街で暮らすために」を運営方針として障害児・者の自立と社会参加に向けて医療と福祉を提供している。
- 1981年（昭和56年）4月 千葉県により千葉県千葉リハビリテーションセンターが開設され、社会福祉法人千葉県身体障害者福祉事業団に運営委託する。
- 2006年（平成18年）4月 千葉県より社会福祉法人千葉県身体障害者福祉事業団が指定管理者の指定を受けて運営管理を開始する。
- 2010年（平成22年）1月 財団法人日本医療機能評価機構の病院機能評価を受審し認定を受ける。
- 2012年（平成24年）4月 肢体不自由児施設（愛育園）及び重症心身障害児施設（陽育園）を統合して医療型障害児入所施設（愛育園）を設置するとともに、医療型児童発達支援センター（児童発達支援センター）を設置し業務を開始する。
- 2024年（令和6年）1月～ 老朽化に伴う全館建て替え工事を開始。
  - 2023（令和5）～2026（令和8）年度 第1期（外来診療棟）建設工事。（2026〈令和8〉年度供用開始予定）
  - 2027（令和9）～2030（令和12）年度 第2期（居住棟）建設工事。（2030〈令和12〉年度供用開始予定）
  - 2031（令和13）～2032（令和14）年度 外構工事。

## 施設一覧
- リハビリテーション医療施設（病院）
- 愛育園（医療型障害児入所施設）
- えぶりキッズ（未就学児通園施設）
- えぶり（成人通園施設）
- えぶりクラブ（放課後等デイサービス）
- 更生園（障害者支援施設）
- 補装具製作施設
- 高次脳機能障害支援センター

## 診療科
- リハビリテーション科
- 整形外科
- 小児整形外科（）
- リウマチ科
- 脳神経内科
- 小児神経科
- 泌尿器科
- 精神科
- 麻酔科
- 眼科
- 歯科

## 交通
- 最寄り駅：JR東日本外房線鎌取駅
- 京成バス千葉イースト：JR鎌取駅から「千葉リハビリセンター」行き終点。
- 専用送迎バス：JR鎌取駅から無料送迎バスあり。